# Fase de repesca para la Copa Mundial de Rugby de 2023
El proceso de clasificación para la Copa Mundial de Rugby de 2023 finalizó con una repesca para decidir tanto el decimonoveno como el vigésimo clasificado para la Copa Mundial de Rugby de 2023. 
Cuatro equipos, los mejores no-clasificados de cada región, compitieron por la última plaza para la Copa Mundial de Rugby de 2023.

## Asia - Pacífico
- El ganador clasifica al Grupo B del Mundial de Rugby, el perdedor avanza al torneo final de repechaje.

| 23 de julio de 2022 | Tonga | 44 - 22 | Hong Kong | Sunshine Coast Stadium, Australia |  |
|                     |       | Reporte |           |                                   |  |

## Torneo final

### Evolución de la clasificación
| País           | Fecha de clasificación |
| -------------- | ---------------------- |
| Portugal       | 28 de abril de 2022    |
| Kenia          | 10 de julio de 2022    |
| Estados Unidos | 16 de julio de 2022    |
| Hong Kong      | 23 de julio de 2022    |

### Repechaje final
|  | Clasificado a Francia 2023. |

| Pos. | Equipo         | Encuentros | Encuentros | Encuentros | Encuentros | Tantos  | Tantos    | Tantos     | Puntos Bonus | Puntos Totales |
| Pos. | Equipo         | jugados    | ganados    | empatados  | perdidos   | a favor | en contra | diferencia | Puntos Bonus | Puntos Totales |
| ---- | -------------- | ---------- | ---------- | ---------- | ---------- | ------- | --------- | ---------- | ------------ | -------------- |
| 1    | Portugal       | 3          | 2          | 1          | 0          | 143     | 30        | +113       | 2            | 12             |
| 2    | Estados Unidos | 3          | 2          | 1          | 0          | 133     | 37        | +96        | 2            | 12             |
| 3    | Hong Kong      | 3          | 1          | 0          | 2          | 43      | 109       | -66        | 0            | 4              |
| 4    | Kenia          | 3          | 0          | 0          | 3          | 32      | 175       | -143       | 1            | 1              |

#### Ronda 1
| 6 de noviembre de 2022 | Estados Unidos | 68 - 14 | Kenia | The Sevens Stadium, Dubái |  |

| 6 de noviembre de 2022 | Portugal | 42 - 14 | Hong Kong | The Sevens Stadium, Dubái |  |

#### Ronda 2
| 12 de noviembre de 2022 | Portugal | 85 - 0 | Kenia | The Sevens Stadium, Dubái |  |

| 12 de noviembre de 2022 | Estados Unidos | 49 - 7 | Hong Kong | The Sevens Stadium, Dubái |  |

#### Ronda 3
| 18 de noviembre de 2022 | Hong Kong | 22 - 18 | Kenia | The Sevens Stadium, Dubái |  |

| 18 de noviembre de 2022 | Estados Unidos | 16 - 16 | Portugal | The Sevens Stadium, Dubái |  |